# Saint-Remèze
Saint-Remèze ist eine französische Gemeinde mit 848 Einwohnern (Stand 1. Januar 2022) im Département Ardèche. Die Gemeinde liegt auf einem Hochplateau zwischen den Städten Bourg-Saint-Andéol  und Vallon-Pont-d’Arc.

## Geografie
Die Gemeinde Saint-Remèze liegt im Bas Vivarais, im Südosten des Départements, auf dem Plateau Les Gras an der Ardèche, oberhalb der Ardèche-Schlucht. Im nordöstlichen Gemeindegebiet entspringt das Flüsschen Conche, das zur Rhône entwässert.
Saint-Remèze gehört zum Weinanbaugebiet Côtes du Vivarais.

## Bevölkerungsentwicklung
| Jahr                       | 1962 | 1968 | 1975 | 1982 | 1990 | 1999 | 2008 | 2018 |
| -------------------------- | ---- | ---- | ---- | ---- | ---- | ---- | ---- | ---- |
| Einwohner                  | 429  | 449  | 436  | 474  | 454  | 554  | 845  | 863  |
| Quellen: Cassini und INSEE |      |      |      |      |      |      |      |      |

## Sehenswürdigkeiten
Der Dolmen du Chanet liegt nahe der Ardèche im Forêt de Malbosc gegenüber der Grotte du Parapluie, südwestlich von Saint-Remèze.

## Abbé Dubois
Aus Saint-Remèze stammt der katholische Missionar und Indologe Jean Antoine Dubois (1766–1848). Die Familie bewirtschaftet bis heute ein Weingut im Ort.